# 澳視葡文台
澳視葡文台（簡稱澳視葡文）是澳門廣播電視股份有限公司擁有的一條以葡萄牙語廣播為主的綜合娛樂頻道，於1984年5月13日啟播，起初該頻道採用UHF-29頻道交互播放中文及葡文節目，直至1990年9月17日分拆為「澳廣視中文台」和「澳廣視葡文台」後，葡文台被編排至UHF-32頻道繼續播放。葡文台在初期的名稱是「澳廣視第一台」，2007年4月1日更名為「葡文頻道」；2009年11月2日更名為「澳視葡文台」，而葡文名稱則不變。

## 發射頻道及頻率
| 發射站   | 頻段     | 頻道            | 功率     |
| 模擬電視 | 模擬電視 | 模擬電視        | 模擬電視 |
| -------- | -------- | --------------- | -------- |
| 東望洋山 | UHF      | 第32頻道        | 200W     |
| 數碼電視 |          |                 |          |
| 東望洋山 | UHF      | 第24頻道 498MHz | 20W      |

由2016年9月起模擬只保留東望洋山信號，其餘轉播站已停播。2023年6月30日凌晨0時，東望洋山無線模擬信號停播。

## 播放時間
現時澳視葡文台會在週一至週五下午4時左右至午夜12時左右播放電視節目（如遇體育賽事轉播，播放時段將延遲至體育賽事轉播結束），週六播放時間為下午1時至翌日凌晨1時左右，週日播放時間為早上10時55分至晚上11時35分。澳視葡文台會在其他時段播放葡文電視劇（以葡萄牙，巴西爲主），英文電視節目和電視劇，以及轉播葡萄牙國家廣播公司國際頻道的電視節目。

## 自製節目

### 新聞
- 葡語新聞（Telejornal）[9]
- 英語新聞（TDM News）[9]

### 時事資訊
- 亞洲資訊（Ásia Global，已停播）[9]
- TDM訪談（TDM Entrevista）[10]
- TDM報告（TDM Reportagem）
- 國際一周（Semana Internacional）
- 澳門亞婆井（Montra do Lilau，已停播）[8]
- 觀點[11]
- TDM講場（TDM Talk Show）[9]

### 體育
- 澳視體育（TDM Desporto）[10]

## 與其他台的聯繫
澳視葡文台和澳視澳門台的前身是澳廣視旗下的單一電視頻道，在1984年5月13日啟播。起初這條頻道會交叉播放粵語和葡萄牙語節目。1989年，澳門電視台開始分時段播放粵語及葡萄牙語節目（晚上9時至子夜播放葡語節目），至翌年按語種分設電視頻道，澳廣視中文台（澳視澳門台）脫離原有的澳門電視台，播放中文節目；而澳廣視葡文台則繼續播放葡語節目。
2009年10月1日，澳門-MACAU啟播，澳視葡文台的節目開始在澳門-MACAU播放 ，包括葡語新聞、英語新聞、亞洲資訊、澳視體育等。

## 收視狀況
澳廣視由於缺乏人才，自製節目能力薄弱，加上其節目難以與香港的電視節目抗衡，故此澳廣視頻道收視率偏低，澳廣視執行委員會主席梁金泉亦稱澳廣視不是澳門人的首選電視台。另外，由於澳門能夠說葡萄牙語的人士少於澳門全體人口的2%，所以葡文台的觀眾市場很有限 。

## 外部連結
- 澳門廣播電視股份有限公司⁠（存档）（葡萄牙文）
- 澳門廣播電視股份有限公司（页面存档备份，存于）（英文）